# Карабанівська сільська рада
Кара́банівська сільська́ ра́да — колишня адміністративно-територіальна одиниця та орган місцевого самоврядування у Захарівському районі Одеської області. Адміністративний центр — село Карабанове.

## Загальні відомості
- Територія ради: 81,23 км²
- Населення ради: 961 особа (станом на 2001 рік)

## Населені пункти
Сільській раді були підпорядковані населені пункти:
- с. Карабанове
- с. Кошарка
- с. Кримпулька
- с. Нова Шибка
- с. Новомиколаївка

## Населення
Згідно з переписом 1989 року населення сільської ради становило 1076 осіб, з яких 469 чоловіків та 607 жінок.
За переписом населення 2001 року в сільській раді мешкала 961 особа.

### Мова
Розподіл населення за рідною мовою за даними перепису 2001 року:
| Мова       | Відсоток |
| ---------- | -------- |
| українська | 96,05 %  |
| молдовська | 2,91 %   |
| російська  | 0,52 %   |
| болгарська | 0,42 %   |
| вірменська | 0,1 %    |

## Склад ради
Рада складалася з 12 депутатів та голови.
- Голова ради: Баран Раїса Яківна
- Секретар ради: Іванов Сергій Володимирович

### Керівний склад попередніх скликань
| Прізвище, ім'я, по батькові | Основні відомості | Дата обрання | Дата звільнення |
| --------------------------- | --- | ------------ | --------------- |
| Угрін Євгенія Іванівна      | Сільський голова, 1955 року народження, освіта середня спеціальна, член Соціал-демократичної партії України (об'єднаної) | 26.03.2006   | 31.10.2010      |
| Угрін Євгенія Іванівна      | Сільський голова, 1955 року народження, освіта середня спеціальна, член Партії регіонів                                  | 31.10.2010   | 10.07.2013      |
| Баран Раїса Яківна          | Сільський голова, 1960 року народження, освіта вища, позапартійна                                                        | 25.05.2014   |                 |

Примітка: таблиця складена за даними сайту Верховної Ради України

### Депутати
За результатами місцевих виборів 2010 року депутатами ради стали:

#### За суб'єктами висування
| Суб'єкт висування | Кількість обраних депутатів | %    |
| ----------------- | --------------------------- | ---- |
| Партія регіонів   | 10                          | 71,4 |
| Самовисування     | 4                           | 28,6 |

#### За округами
| № округу        | Прізвище, ім'я, по батькові      | Дата визнання обраним | Освіта             | Партійна приналежність | Відомості про обраного депутата                 |
| --------------- | -------------------------------- | --------------------- | ------------------ | ---------------------- | ----------------------------------------------- |
| Партія регіонів |                                  |                       |                    |                        |                                                 |
| 4               | Сагайдак Віктор Вікторович       | 03.11.2010            | середня            | позапартійний          | приватний підприємець                           |
| 6               | Шпильова Віка Павлівна           | 03.11.2010            | середня            | член Партії регіонів   | Карабанівське відділення зв'язку, завідувачка   |
| 7               | Юхимчук Галина Михайлівна        | 03.11.2010            | середня спеціальна | член Партії регіонів   | пенсіонер                                       |
| 8               | Вальчуковська Людмила Вікторівна | 03.11.2010            | вища               | позапартійна           | Карабанівська загальноосвітня школа, директор   |
| 9               | Біленко Віктор Петрович          | 03.11.2010            | середня спеціальна | позапартійний          | Великомихайлівське лісництво, лісничий          |
| 10              | Соломонов Віталій Володимирович  | 03.11.2010            | вища               | член Партії регіонів   | Карабанівська сільська рада, землевпорядник     |
| 11              | Садовник Віталій Михайлович      | 03.11.2010            | середня спеціальна | член Партії регіонів   | Карабанівський будинок культури, директор       |
| 12              | Іванов Сергій Володимирович      | 03.11.2010            | середня спеціальна | позапартійний          | Карабанівська сільська рада, секретар           |
| 13              | Ілютченко Раїса Миколаївнаа      | 03.11.2010            | середня            | член Партії регіонів   | Карабанівська сільська рада, техпрацівник       |
| 14              | Угрін Іван Юрійович              | 03.11.2010            | середня спеціальна | член Партії регіонів   | пенсіонер                                       |
| Самовисування   |                                  |                       |                    |                        |                                                 |
| 1               | Садовська Ольга Григорівна       | 03.11.2010            | середня            | позапартійна           | приватний підприємець «Квасняк», продавец       |
| 2               | Кошелєв Ігор Олександрович       | 03.11.2010            | середня            | позапартійний          | район електричних мереж, контролер              |
| 3               | Мунтян Тетяна Миколаївна         | 03.11.2010            | середня            | позапартійна           | тимчасово не працює                             |
| 5               | Гавриленко Людмила Іванівна      | 03.11.2010            | середня            | позапартійна           | Фрунзівський територіальний центр, соцпрацівник |